# تصفيات كأس العالم لهوكي السيدات 2010
تصفيات كأس العالم للهوكي للسيدات 2010 تشير إلى ثلاث بطولات تأهيلية لكأس العالم للهوكي للسيدات كأس العالم للهوكي للسيدات 2010 [الإنجليزية]. أُقيمت ثلاث فعاليات بين مارس ويونيو 2010 في الولايات المتحدة وروسيا وتشيلي. وتأهل الفائزون من كل بطولة إلى البطولة النهائية.
كوريا الجنوبية، اليابان وأستراليا فازوا بكلٍ من البطولات الثلاث.

## التأهيل
باستثناء أفريقيا، حصلت الاتحادات الأربع المتبقية على حصص للفرق للمشاركة، وقد وُزعت هذه الحصص من قبل الاتحاد الدولي للهوكي استنادًا إلى تصنيفات الاتحاد الدولي للهوكي عند انتهاء دورة الألعاب الأولمبية الصيفية 2008 [الإنجليزية]. شاركت تلك الفرق في بطولاتها القارية الخاصة، لكنها لم تتمكن من التأهل من خلالها، فحظيت بفرصة التأهل عبر إحدى البطولات الثلاث بناءً على الترتيب النهائي في كل مسابقة.
| التواريخ                | الحدث                                                  | المكان                        | فرق التأهل                             |
| ----------------------- | ------------------------------------------------------ | ----------------------------- | -------------------------------------- |
| 7–15 فبراير 2009        | كأس بان أمريكا للسيدات 2009 [الإنجليزية]               | هاميلتون (جزر برمودا), برمودا | الولايات المتحدة تشيلي —1 كندا المكسيك |
| 19–25 يوليو 2009        | كأس الدول الأوروبية للهوكي للسيدات 2009 [الإنجليزية]   | روما, إيطاليا                 | بلجيكا إيطاليا ويلز فرنسا بيلاروس      |
| 22–29 أغسطس 2009        | بطولة الدول الأوروبية للهوكي للسيدات 2009 [الإنجليزية] | أمستردام, هولندا              | أيرلندا أذربيجان روسيا إسكتلندا        |
| 25–29 أغسطس 2009        | كأس أوقيانوسيا 2009                                    | إنفركارجل, نيوزيلندا          | أستراليا                               |
| 29 أكتوبر–8 نوفمبر 2009 | كأس آسيا للهوكي للسيدات 2009 [الإنجليزية]              | بانكوك, تايلاند               | كوريا الجنوبية اليابان ماليزيا         |

^1–انسحبت ترينيداد وتوباغو

## المؤهل 1
أُقيمت البطولة التأهيلية الأولى في سان دييغو، من 26 مارس إلى 3 أبريل. فازت كوريا الجنوبية بالبطولة، بعد أن تغلبت على الولايات المتحدة بنتيجة 3–1 في النهائي وتأهلت للاتحاد الدولي للهوكي.

### الحكام
فيما يلي 8 حكام تم تعيينهم من قبل الاتحاد الدولي للهوكي:
- جولي أشتون-لوسي [الإنجليزية]
- ستيلا بارتليما (NED)
- إيرين كليلاند (SCO)
- مارليز دي كليرك (RSA)
- إلينا إيسكينا [الإنجليزية] (RUS)
- نور بيزا حسن (MAS)
- أليسون ميرفي (ENG)
- ماريانا رايدو (ARG)

### النتائج
جميع الأوقات بتوقيت زمن منطقة المحيط الهادئ (ت ع م−07:00)

#### المجموعة
| م | الفريق               | لعب | ف | ت | خ | أ.له | أ.ع | أ.ف | نقاط | التأهل           |
| - | -------------------- | --- | - | - | - | ---- | --- | --- | ---- | ---------------- |
| 1 | كوريا الجنوبية       | 5   | 4 | 1 | 0 | 26   | 4   | +22 | 13   | تأهل إلى النهائي |
| 2 | الولايات المتحدة (H) | 5   | 4 | 1 | 0 | 18   | 3   | +15 | 13   | تأهل إلى النهائي |
| 3 | بلجيكا               | 5   | 3 | 0 | 2 | 16   | 6   | +10 | 9    |                  |
| 4 | كندا                 | 5   | 2 | 0 | 3 | 7    | 12  | −5  | 6    |                  |
| 5 | فرنسا                | 5   | 1 | 0 | 4 | 7    | 16  | −9  | 3    |                  |
| 6 | المكسيك              | 5   | 0 | 0 | 5 | 2    | 35  | −33 | 0    |                  |

##### المباريات
| 26 مارس 2010 10:00 |

| بلجيكا                 | 2–0   | كندا |
| ---------------------- | ----- | ---- |
| رايس 52' · جيل بون 58' | تقرير |      |

| الحكام: مارليز دي كليرك (RSA) نور بيزا حسن (MAS) |

| 26 مارس 2010 12:15 |

| كوريا الجنوبية                                                                                               | 4–0   | فرنسا |
| --- | ----- | ----- |
| بارك مي-هيون [الإنجليزية] 9' · كيم جونغ-إيون [الإنجليزية] 17' · تشا سي-نا [الإنجليزية] 28' · لي سو-كيونج 57' | تقرير |       |

| الحكام: Carol Metchette (IRE) Mariana Reydo (ARG) |

| 26 مارس 2010 14:30 |

| الولايات المتحدة | 7–0   | المكسيك |
| --- | ----- | ------- |
| لينجو 3' · كاثرين إيفانز 11' · كاسولد 15' · ريتشل دوسن 40' · كاتي أودونيل بام 46' · كارولين نيكولز 54' · سيلفيتي 60' | تقرير |         |

| الحكام: جولي أشتون-لوسي [الإنجليزية] (AUS) Alison Murphy (ENG) |

| 27 مارس 2010 10:15 |

| كندا | 0–6   | كوريا الجنوبية                                                                                              |
| ---- | ----- | --- |
|      | تقرير | لي سو-كيونج 9' · بارك مي-هيون [الإنجليزية] 30'، 56' · كيم جونغ-هي 47' · تشون سي-ول-كي [الإنجليزية] 65'، 69' |

| الحكام: جولي أشتون-لوسي [الإنجليزية] (AUS) إلينا إيسكينا [الإنجليزية] (RUS) |

| 27 مارس 2010 12:30 |

| المكسيك | 0–6   | بلجيكا                                                           |
| ------- | ----- | ---------------------------------------------------------------- |
|         | تقرير | جيل بون 10' · صوفي غيرتس 21'، 35'، 56' · فيرمييرش 25' · رايس 52' |

| الحكام: إيرين كليلاند (SCO) Alison Murphy (ENG) |

| 27 مارس 2010 14:45 |

| فرنسا | 0–3   | الولايات المتحدة                                                        |
| ----- | ----- | ----------------------------------------------------------------------- |
|       | تقرير | كايتي رينبريشت [الإنجليزية] 25' · مارين فورد 29' · كاتي أودونيل بام 39' |

| الحكام: نور بيزا حسن (MAS) Carol Metchette (IRE) |

| 29 مارس 2010 10:00 |

| كوريا الجنوبية | 11–0  | المكسيك |
| --- | ----- | ------- |
| بارك سيونج-آ [الإنجليزية] 4'، 52' · تشا سي-نا [الإنجليزية] 5' · بارك مي-هيون [الإنجليزية] 32'، 40' · كيم جونغ-إيون [الإنجليزية] 33'، 59' · تشون سي-ول-كي [الإنجليزية] 45'، 68' · لي سو-كيونج 60'، 65' | تقرير |         |

| الحكام: إيرين كليلاند (SCO) إلينا إيسكينا [الإنجليزية] (RUS) |

| 29 مارس 2010 12:15 |

| كندا                     | 2–0   | فرنسا |
| ------------------------ | ----- | ----- |
| بندلتون 26' · جيمسون 32' | تقرير |       |

| الحكام: Alison Murphy (ENG) Mariana Reydo (ARG) |

| 29 مارس 2010 14:30 |

| الولايات المتحدة                                          | 3–0   | بلجيكا |
| --------------------------------------------------------- | ----- | ------ |
| ريتشل دوسن 23' · كاتي أودونيل بام 30' · كاثرين إيفانز 67' | تقرير |        |

| الحكام: مارليز دي كليرك (RSA) Carol Metchette (IRE) |

| 31 مارس 2010 10:00 |

| بلجيكا | 6–0   | فرنسا |
| --- | ----- | ----- |
| آن-صوفي فان ريجيمورتيل [الإنجليزية] 8' · رايس 39' · صوفي غيرتس 43'، 67' · شارلوته دي فوس 48' · إيريكا كوبي [الإنجليزية] 59' | تقرير |       |

| الحكام: إيرين كليلاند (SCO) إلينا إيسكينا [الإنجليزية] (RUS) |

| 31 مارس 2010 12:15 |

| المكسيك              | 1–4   | كندا                                                                               |
| -------------------- | ----- | ---------------------------------------------------------------------------------- |
| فرانشيسكا فالديز 14' | تقرير | بندلتون 7' · جيمسون 23' · ثيا كولي [الإنجليزية] 53' · كاترين رايت [الإنجليزية] 63' |

| الحكام: Mariana Reydo (ARG) نور بيزا حسن (MAS) |

| 31 مارس 2010 14:30 |

| كوريا الجنوبية                   | 2–2   | الولايات المتحدة                 |
| -------------------------------- | ----- | -------------------------------- |
| كيم دا-راي [الإنجليزية] 32'، 62' | تقرير | كلير لوباچ [الإنجليزية] 11'، 16' |

| الحكام: جولي أشتون-لوسي [الإنجليزية] (AUS) مارليز دي كليرك (RSA) |

| 1 أبريل 2010 10:15 |

| فرنسا                                                                                  | 7–1   | المكسيك                     |
| -------------------------------------------------------------------------------------- | ----- | --------------------------- |
| فيليبين بيرلي 5'، 61' · أبولين روغو 12' · جولييت بارنت 25'، 28'، 65' · إيليز بريني 31' | تقرير | خيسوس آيد كاستيلو مارين 27' |

| الحكام: Alison Murphy (ENG) نور بيزا حسن (MAS) |

| 1 أبريل 2010 12:30 |

| بلجيكا              | 2–3   | كوريا الجنوبية                                                                               |
| ------------------- | ----- | -------------------------------------------------------------------------------------------- |
| صوفي غيرتس 43'، 58' | تقرير | بارك مي-هيون [الإنجليزية] 4' · إوم مي-يونغ [الإنجليزية] 43' · كيم جونغ-إيون [الإنجليزية] 44' |

| الحكام: Carol Metchette (IRE) جولي أشتون-لوسي [الإنجليزية] (AUS) |

| 1 أبريل 2010 14:45 |

| الولايات المتحدة                  | 3–1   | كندا           |
| --------------------------------- | ----- | -------------- |
| ريتشل دوسن 14'، 47' · جيسي جي 65' | تقرير | ديانا رومر 70' |

| الحكام: مارليز دي كليرك (RSA) إلينا إيسكينا [الإنجليزية] (RUS) |

#### مباريات التصنيف

##### المركز الخامس والسادس
| 3 أبريل 2010 09:30 |

| فرنسا                                                    | 3–1   | المكسيك                       |
| -------------------------------------------------------- | ----- | ----------------------------- |
| إيليز بريني 15' · مارجو دو جالزاين 37' · أبولين روغو 64' | تقرير | مارغاريتا باريدس رودريغيز 34' |

| الحكام: إيرين كليلاند (SCO) Mariana Reydo (ARG) |

##### المركز الثالث والرابع
| 3 أبريل 2010 12:00 |

| بلجيكا                                                 | 3–1   | كندا           |
| ------------------------------------------------------ | ----- | -------------- |
| إميلي سينيا [الإنجليزية] 36' · شارلوته دي فوس 49'، 61' | تقرير | ديانا رومر 39' |

| الحكام: Alison Murphy (ENG) Carol Metchette (IRE) |

##### النهائي
| 3 أبريل 2010 14:30 |

| كوريا الجنوبية                                                       | 3–1   | الولايات المتحدة |
| -------------------------------------------------------------------- | ----- | ---------------- |
| كيم جونغ-إيون [الإنجليزية] 28'، 69' · تشون سي-ول-كي [الإنجليزية] 65' | تقرير | لينجو 47'        |

| الحكام: مارليز دي كليرك (RSA) جولي أشتون-لوسي [الإنجليزية] (AUS) |

### الجوائز
| أفضل هدافة | لاعبة البطولة | أفضل حارسة مرمى | أفضل لاعبة شابة | كأس اللعب النظيف |
| ---------- | ------------- | --------------- | --------------- | ---------------- |
| صوفي غيرتس | بارك مي-هيون  | ايمي تران       | آنا كوزنيك      | المكسيك          |

## المؤهل 2
أُقيمت البطولة التأهيلية الثانية في قازان، من 17 إلى 25 أبريل. فازت اليابان بالبطولة، بعد أن تغلبت على أذربيجان بنتيجة 1–0 في النهائي وتأهلت للاتحاد الدولي للهوكي.

### الحكام
فيما يلي 9 حكام تم تعيينهم من قبل الاتحاد الدولي للهوكي:
- Claire Adenot (FRA)
- Carolina de la Fuente (ARG)
- Jean Duncan (SCO)
- Keely Dunn (CAN)
- Christiane Hippler (GER)
- Tatiana Kaltypan (UKR)
- Kang Hyun-young (KOR)
- Miao Lin (CHN)
- Lisa Roach (AUS)

### النتائج
جميع الأوقات بتوقيت توقيت موسكو (ت ع م+04:00)

#### المجموعة
| م | الفريق    | لعب | ف | ت | خ | أ.له | أ.ع | أ.ف | نقاط | التأهل           |
| - | --------- | --- | - | - | - | ---- | --- | --- | ---- | ---------------- |
| 1 | اليابان   | 5   | 4 | 1 | 0 | 21   | 6   | +15 | 13   | تأهل إلى النهائي |
| 2 | أذربيجان  | 5   | 3 | 1 | 1 | 9    | 6   | +3  | 10   | تأهل إلى النهائي |
| 3 | بيلاروس   | 5   | 3 | 0 | 2 | 15   | 17  | −2  | 9    |                  |
| 4 | روسيا (H) | 5   | 1 | 2 | 2 | 9    | 11  | −2  | 5    |                  |
| 5 | إيطاليا   | 5   | 1 | 0 | 4 | 8    | 15  | −7  | 3    |                  |
| 6 | ويلز      | 5   | 1 | 0 | 4 | 5    | 12  | −7  | 3    |                  |

##### المباريات
| 17 أبريل 2010 13:00 |

| ويلز                 | 1–4   | اليابان                                                                              |
| -------------------- | ----- | ------------------------------------------------------------------------------------ |
| أبيجايل ويلسفورد 19' | تقرير | أي موراكامي 48' · كانا ناغاياما 55' · مي ناكاشيما [الإنجليزية] 64' · كاوري تشيبا 69' |

| الحكام: Carolina de la Fuente (ARG) Claire Adenot (FRA) |

| 17 أبريل 2010 15:00 |

| أذربيجان                                                  | 3–1   | بيلاروس               |
| --------------------------------------------------------- | ----- | --------------------- |
| ماهيرا أحمدوفا 7' · خاطرة علييفا 66' · مي صن صافاروفا 70' | تقرير | مارييا كورز-تسبون 37' |

| الحكام: Lisa Roach (AUS) Christiane Hippler (GER) |

| 17 أبريل 2010 18:30 |

| إيطاليا                                               | 2–3   | روسيا                                             |
| ----------------------------------------------------- | ----- | ------------------------------------------------- |
| تشيارا تيدي [الإنجليزية] 34' · فرانشيسكا فاوستيني 63' | تقرير | إفجينيا سوروكينا 39' · كريستينا شوميلينا 48'، 55' |

| الحكام: جان دنكان (SCO) Kang Hyun-Young (KOR) |

| 18 أبريل 2010 14:30 |

| اليابان | 10–2  | بيلاروس                                  |
| --- | ----- | ---------------------------------------- |
| مازوكي أراي [الإنجليزية] 7'، 39' · ناتسومي تاميتو 23'، 27' · يوكاري ياماموتو [الإنجليزية] 25' · ميوكي ناكاجاوا 33' · كاوري تشيبا 42' · كانا ناغاياما 44' · ريكا كومازاوا [الإنجليزية] 58' · أي موراكامي 67' | تقرير | يوليا ميخيتشيك 14' · يوليا لابتسفيتش 55' |

| الحكام: جان دنكان (SCO) Keely Dunn (CAN) |

| 18 أبريل 2010 16:30 |

| إيطاليا                                          | 2–1   | ويلز                           |
| ------------------------------------------------ | ----- | ------------------------------ |
| ماكارينا رونزيسفالي 17' · فرانشيسكا فاوستيني 49' | تقرير | ليا ويلكينسون [الإنجليزية] 13' |

| الحكام: Christiane Hippler (GER) Tatiana Kaltypan (UKR) |

| 18 أبريل 2010 18:30 |

| روسيا                                      | 2–2   | أذربيجان               |
| ------------------------------------------ | ----- | ---------------------- |
| كريستينا شوميلينا 58' · أوليسيا بتروفا 68' | تقرير | زهون مامادوفا 17'، 20' |

| الحكام: Miao Lin (CHN) Claire Adenot (FRA) |

| 20 أبريل 2010 14:00 |

| أذربيجان          | 1–0   | ويلز |
| ----------------- | ----- | ---- |
| مارينا علييفا 48' | تقرير |      |

| الحكام: Kang Hyun-Young (KOR) Keely Dunn (CAN) |

| 20 أبريل 2010 16:00 |

| اليابان                                                         | 3–1   | إيطاليا                      |
| --------------------------------------------------------------- | ----- | ---------------------------- |
| كيكو ميورا 20' · كاوري تشيبا 24' · مازوكي أراي [الإنجليزية] 50' | تقرير | تشيارا تيدي [الإنجليزية] 43' |

| الحكام: Lisa Roach (AUS) Miao Lin (CHN) |

| 20 أبريل 2010 18:00 |

| روسيا                  | 1–3   | بيلاروس                                                            |
| ---------------------- | ----- | ------------------------------------------------------------------ |
| ألكسندرا زهاشكوفا 35+' | تقرير | يوليا لابتسفيتش 40' · فولها شينتار 53' · كريستينا كولينكوفيتش 70+' |

| الحكام: Carolina de la Fuente (ARG) Tatiana Kaltypan (UKR) |

| 22 أبريل 2010 14:00 |

| روسيا البيضاء                                                           | 5–2   | إيطاليا                                               |
| ----------------------------------------------------------------------- | ----- | ----------------------------------------------------- |
| يوليا لابتسفيتش 2'، 61' · فولها شينتار 22'، 43' · مارييا كورز-تسبون 59' | تقرير | فرانشيسكا فاوستيني 39' · تشيارا تيدي [الإنجليزية] 54' |

| الحكام: Lisa Roach (AUS) Keely Dunn (CAN) |

| 22 أبريل 2010 16:00 |

| أذربيجان | 0–2   | اليابان                              |
| -------- | ----- | ------------------------------------ |
|          | تقرير | ناتسومي تاميتو 19' · كاوري تشيبا 33' |

| الحكام: Carolina de la Fuente (ARG) جان دنكان (SCO) |

| 22 أبريل 2010 18:00 |

| ويلز                               | 2–1   | روسيا                   |
| ---------------------------------- | ----- | ----------------------- |
| تينا إيفانز 20' · كاريس هوبكنز 57' | تقرير | سفيتلانا غريغورييفا 61' |

| الحكام: Christiane Hippler (GER) Claire Adenot (FRA) |

| 24 أبريل 2010 10:05 |

| إيطاليا                      | 1–3   | أذربيجان                                                     |
| ---------------------------- | ----- | ------------------------------------------------------------ |
| جاسبير سينغ [الإنجليزية] 68' | تقرير | خاطرة علييفا 49' · ميونغسون مامادوفا 61' · زهون مامادوفا 63' |

| الحكام: Christiane Hippler (GER) Keely Dunn (CAN) |

| 24 أبريل 2010 12:05 |

| روسيا البيضاء                                                   | 4–1   | ويلز             |
| --------------------------------------------------------------- | ----- | ---------------- |
| يوليا ميخيتشيك 4' · فولها شينتار 8'، 10' · نادزيا سيلتسكايا 25' | تقرير | كاريس هوبكنز 39' |

| الحكام: Kang Hyun-Young (KOR) Tatiana Kaltypan (UKR) |

| 24 أبريل 2010 14:05 |

| اليابان                 | 2–2   | روسيا                                       |
| ----------------------- | ----- | ------------------------------------------- |
| ناتسومي تاميتو 46'، 56' | تقرير | سفيتلانا غريغورييفا 2' · غالينا تيمشينا 10' |

| الحكام: Lisa Roach (AUS) Miao Lin (CHN) |

#### مباريات التصنيف

##### المركز الخامس والسادس
| 25 أبريل 2010 10:05 |

| إيطاليا             | 1–0   | ويلز |
| ------------------- | ----- | ---- |
| دانييلا بوسالي 35+' | تقرير |      |

| الحكام: Lisa Roach (AUS) Claire Adenot (FRA) |

##### المركز الثالث والرابع
| 25 أبريل 2010 12:35 |

| روسيا البيضاء                          | 2–3 (a.e.t.) | روسيا                                                |
| -------------------------------------- | ------------ | ---------------------------------------------------- |
| يوليا لابتسفيتش 17' · فولها شينتار 45' | تقرير        | كريستينا شوميلينا 48' · سفيتلانا غريغورييفا 51'، 78' |

| الحكام: Miao Lin (CHN) Kang Hyun-Young (KOR) |

##### النهائي
| 25 أبريل 2010 15:05 |

| اليابان         | 1–0   | أذربيجان |
| --------------- | ----- | -------- |
| كاوري تشيبا 68' | تقرير |          |

| الحكام: Carolina de la Fuente (ARG) جان دنكان (SCO) |

### الجوائز
| أفضل الهدافات | لاعبة البطولة | أفضل حارسة مرمى    | كأس اللعب النظيف |
| ------------- | ------------- | ------------------ | ---------------- |
| فولها شينتار  | كاوري تشيبا   | فيكتوريا شاهبازوفا | اليابان          |

## المؤهل 3
أُقيمت البطولة التأهيلية الثالثة والأخيرة في سانتياغو، من 24 أبريل إلى 2 مايو. فازت أستراليا بالبطولة، حيث احتلت الصدارة في ترتيب المجموعة وتأهلت لكأس العالم للاتحاد الدولي للهوكي.

### الحكام
فيما يلي 7 حكام تم تعيينهم من قبل الاتحاد الدولي للهوكي:
- Stella Bartlema (NED)
- Amy Hassick (USA)
- Kelly Hudson (NZL)
- Soledad Iparraguirre (ARG)
- Michelle Joubert (RSA)
- Irene Presenqui (ARG)
- Wendy Stewart (CAN)

### النتائج
جميع الأوقات بتوقيت توقيت تشيلي القياسي [الإنجليزية] (ت ع م-04:00)

#### المجموعة
| م | الفريق   | لعب | ف | ت | خ | أ.له | أ.ع | أ.ف | نقاط | التأهل                              |
| - | -------- | --- | - | - | - | ---- | --- | --- | ---- | ----------------------------------- |
| 1 | أستراليا | 4   | 4 | 0 | 0 | 20   | 2   | +18 | 12   | تأهل إلى كأس العالم للهوكي للسيدات ‏ |
| 2 | إسكتلندا | 4   | 3 | 0 | 1 | 9    | 2   | +7  | 9    |                                     |
| 3 | أيرلندا  | 4   | 1 | 0 | 3 | 4    | 9   | −5  | 3    |                                     |
| 4 | تشيلي    | 4   | 1 | 0 | 3 | 1    | 9   | −8  | 3    |                                     |
| 5 | ماليزيا  | 4   | 1 | 0 | 3 | 3    | 15  | −12 | 3    |                                     |

تم تحديد الفائزة بالبطولة وفق الترتيب النهائي بعد مباريات المجموعة، ولم تُلعب مباريات تصنيفية.

#### المباريات
| 24 أبريل 2010 15:30 |

| تشيلي | 0–5   | أستراليا                                                      |
| ----- | ----- | ------------------------------------------------------------- |
|       | تقرير | كورنر 15' · أشلي نيلسون 24'، 43' · بليث 51' · كيت هوليوود 55' |

| الحكام: Soledad Iparraguirre (ARG) Amy Hassick (USA) |

| 26 أبريل 2010 16:00 |

| تشيلي                            | 1–0   | ماليزيا |
| -------------------------------- | ----- | ------- |
| خافييرا فيلاجرا [الإنجليزية] 57' | تقرير |         |

| الحكام: Wendy Stewart (CAN) Irene Presenqui (ARG) |

| 28 أبريل 2010 12:00 |

| ماليزيا                                                              | 3–0   | أيرلندا |
| -------------------------------------------------------------------- | ----- | ------- |
| نوربايني هاشم 44' · رابياتول أداويا محمد 48' · نورازلين سومانتري 64' | تقرير |         |

| الحكام: Stella Bartlema (NED) Michelle Joubert (RSA) |

| 29 أبريل 2010 12:00 |

| أيرلندا | 0–2   | إسكتلندا           |
| ------- | ----- | ------------------ |
|         | تقرير | بيل 34' · بونس 68' |

| الحكام: Soledad Iparraguirre (ARG) Kelly Hudson (NZL) |

| 29 أبريل 2010 14:00 |

| أستراليا                                                                                  | 9–0   | ماليزيا |
| ----------------------------------------------------------------------------------------- | ----- | ------- |
| أشلي نيلسون 4'، 40'، 56' · بليث 25'، 31'، 67' · كيت هوليوود 35' · أرولد 44' · إيستهام 64' | تقرير |         |

| الحكام: Wendy Stewart (CAN) Amy Hassick (USA) |

| 30 أبريل 2010 12:00 |

| إسكتلندا                   | 1–2   | أستراليا               |
| -------------------------- | ----- | ---------------------- |
| هولي كرام [الإنجليزية] 60' | تقرير | إيستهام 24' · بليث 35' |

| الحكام: Stella Bartlema (NED) Irene Presenqui (ARG) |

| 1 مايو 2010 10:00 |

| ماليزيا | 0–5   | إسكتلندا                                               |
| ------- | ----- | ------------------------------------------------------ |
|         | تقرير | بيل 21' · بونس 46' · إميلي ماغيري 66'، 67' · كلمنت 69' |

| الحكام: Soledad Iparraguirre (ARG) Michelle Joubert (RSA) |

| 1 مايو 2010 12:00 |

| أيرلندا                                                                          | 3–0   | تشيلي |
| -------------------------------------------------------------------------------- | ----- | ----- |
| ميغان فريزر [الإنجليزية] 11' · كليودنا سارجنت 29' · نيكي سيمونز [الإنجليزية] 34' | تقرير |       |

| الحكام: Stella Bartlema (NED) Kelly Hudson (NZL) |

| 2 مايو 2010 10:00 |

| أستراليا                                   | 4–1   | أيرلندا    |
| ------------------------------------------ | ----- | ---------- |
| هوب مونرو 8'، 16' · أرولد 47' · ليدلوا 58' | تقرير | سبييرز 19' |

| الحكام: Wendy Stewart (CAN) Michelle Joubert (RSA) |

| 2 مايو 2010 12:00 |

| إسكتلندا  | 1–0   | تشيلي |
| --------- | ----- | ----- |
| كلمنت 11' | تقرير |       |

| الحكام: Kelly Hudson (NZL) Amy Hassick (USA)} |

### الجوائز
| أفضل الهدافات                        | لاعبة البطولة            | أفضل حارسة مرمى        | كأس اللعب النظيف |
| ------------------------------------ | ------------------------ | ---------------------- | ---------------- |
| مادونا بليث [الإنجليزية] أشلي نيلسون | نيكول أرولد [الإنجليزية] | أبي والكر [الإنجليزية] | إسكتلندا         |

## الهدافات
عدد الأهداف المُسجلة  199 هدفًا  في 46 مباراة، بمتوسط 4.33 هدفًا في المباراة الواحدة.
7 أهداف
- صوفي غيرتس

6 أهداف
- فولها شينتار
- كيم جونغ-إيون [الإنجليزية]
- بارك مي-هيون [الإنجليزية]

5 أهداف
- مادونا بليث [الإنجليزية]
- أشلي نيلسون
- يوليا لابتسفيتش
- كاوري تشيبا
- ناتسومي تاميتو
- تشون سيول-كي  [لغات أخرى]‏

4 أهداف
- سفيتلانا غريغورييفا
- كريستينا شوميلينا
- لي سو-كيونج
- ريتشل دوسن

3 أهداف
- زهون مامادوفا
- أنوك رايس
- شارلوته دي فوس
- جولييت بارنت
- فرانشيسكا فاوستيني
- تشيارا تيدي [الإنجليزية]
- ميزوكي أراي
- كاتي أودونيل بام

هدفان
- نيكول أرولد [الإنجليزية]
- كيسي إيستهام [الإنجليزية]
- كيت هوليوود
- هوب مونرو
- خاطرة علييفا
- ماريا كورز-تسبون
- يوليا ميخيتشيك
- جيل بون
- ستيفاني جيمسون
- روبن بندلتون
- ديانا رومر
- فيليبين بيرلي
- إيليز بريني
- أبولين روغو
- أي موراكامي
- كانا ناغاياما
- أليسون بيل
- فيكّي بونس
- ليندا كلمنت
- إميلي ماغيري
- كيم دا-راي [الإنجليزية]
- تشا سي-نا [الإنجليزية]
- بارك سيونج-آ [الإنجليزية]
- كاثرين إيفانز
- كلير لوباخ  [لغات أخرى]‏
- كاري لينجو
- كاريس هوبكنز

هدف
- ايمي كورنر [الإنجليزية]
- شيللي ليدلو
- ماهيرا أحمدوفا
- مارينا علييفا
- ميونغ-سون مامادوفا
- مي-سون شافاروڤا
- كريستينا كولينكوفيتش
- ندزيا سيليتسكايا
- إيريكا كوبي [الإنجليزية]
- آن-صوفي فان ريجيمورتيل
- إميلي سينيا [الإنجليزية]
- فاليري فيرميزيرش
- ثيا كولي [الإنجليزية]
- كاترين جيلس  [لغات أخرى]‏
- خافييرا فيلاجرا [الإنجليزية]
- مارغو دو جالزاين
- ميغان فريزر [الإنجليزية]
- كليودنا سارجنت
- ألكسندرا سبييرز
- نيكي سيمونز [الإنجليزية]
- دانييلا بوسالي
- ماكارينا رونزيسفالي
- جاسبير سينغ [الإنجليزية]
- ريكا كومازاوا [الإنجليزية]
- كيكو ميورا
- مي ناكاشيما [الإنجليزية]
- ميوكي ناكاجاوا
- يوكاري ياماموتو [الإنجليزية]
- نوربايني هاشم
- رابياتول محمد
- نورازلين سومانتري
- خيسوس كاستيلو
- فرانشيسكا فالديز
- مارغاريتا رودريغيز
- أوليسيا بتروفا
- إفجينيا سوروكينا
- غالينا تيمشينا
- ألكسندرا زهاشكوفا
- هولي كرام [الإنجليزية]
- كيم جونغ-هي
- إوم مي-يونغ [الإنجليزية]
- مارين فورد
- جيسي جي
- ميشيل كاسولد
- كارولين نيكولز
- كاثرين رينبريشت  [لغات أخرى]‏
- سارة سيلفيتي
- تينا إيفانز
- أبيجايل ويلسفورد
- ليا ويلكنسون  [لغات أخرى]‏

WAL

## وصلات خارجية
- الموقع الرسمي (المؤهل 1)
- الموقع الرسمي (المؤهل 2)
- (الموقع الرسمي (المؤهل 3)